# Plectrurus
Plectrurus is een geslacht van slangen uit de familie schildstaartslangen (Uropeltidae).

## Naam en indeling
De wetenschappelijke naam van de groep werd voor het eerst voorgesteld door André Marie Constant Duméril en Gabriel Bibron in 1851. Er zijn drie soorten, sinds de voormalige soort Plectrurus canaricus verplaatst is naar het geslacht Plectrurus.

### Soorten
Het geslacht omvat de volgende soorten, met de auteur en het verspreidingsgebied.
| Naam                 | Auteur                          | Verspreidingsgebied                   |
| -------------------- | ------------------------------- | ------------------------------------- |
| Plectrurus aureus    | Beddome, 1880                   | India (Kerala)                        |
| Plectrurus guentheri | Beddome, 1863                   | India (Kerala)                        |
| Plectrurus perroteti | Duméril, Bibron & Duméril, 1854 | India (West-Ghats, Kerala, Tamil Nadu |

## Verspreiding en habitat
Alle soorten komen voor in delen van Azië en leven endemisch in India. De habitat bestaat uit tropische en subtropische bergbossen en hoger gelegen graslanden.

## Beschermingsstatus
Door de internationale natuurbeschermingsorganisatie IUCN is aan alle soorten een beschermingsstatus toegewezen. Een soort wordt beschouwd als 'veilig' (Least Concern of LC) en twee soorten zoals 'onzeker' toegewezen (Data Deficient of DD).